# 沼田清
沼田 清（ぬまた きよし、1941年10月28日 - 1996年）は、日本の漫画家。京都府出身。

## 来歴
京都の大谷高等学校卒業後、画塾に二年ほど通い、基礎的なクロッキーの勉強などに励む。「手に石」という16ページの短編を描き上げ、日の丸文庫に持ち込んだところ、貸本誌『影』への掲載が決まりデビュー作となる（1962年）。その後、貸本業界の衰退に伴うブランクを経たのち、1969年、『週刊少年サンデー』からの依頼で「遠い谷」という4回連載・約100ページの作品で商業誌デビューした。　

## 主要単行本リスト
- 水滸伝（原作：久保田千太郎、講談社、中国歴史コミックス、1984～1985年、全10巻）
  - 1996年に講談社漫画文庫として、2004年に世界文化社アリババコミックスとして再版
- シルクロードの嵐（原作：久保田千太郎、講談社、中国歴史コミックス、1986年、全2巻）
  - シルクロードシリーズ全15巻のうちの最初の2巻
- 魔の十字紋（秋田書店、ホラーコミックス、1986年）
- 悪霊の十字紋（秋田書店、ホラーコミックス、1987年）
- 空母消ゆ―珊瑚海海戦（朝日ソノラマ、戦記コミックス、1990年）
- 散弾命中す（朝日ソノラマ、戦記コミックス、1990年）
- まんがオグリキャップ物語（ワニマガジン社、1990年）
- 平家物語（解説：童門冬二、監修：市古貞次、編集：円谷真護、主婦と生活社、古典コミックス、1991年）